# Động đất ngoài khơi Miyagi 1978
Động đất ngoài khơi Miyagi 1978 (宮城県沖地震 Miyagi-ken oki Jishin) là trận động đất xảy ra vào lúc 17:14 (theo giờ địa phương), ngày 12 tháng 6 năm 1978. Trận động đất có cường độ 7,4 richter theo cách đo ở Nhật Bản hay 7,9 richter theo cách đo ở Hoa Kỳ. Tâm chấn độ sâu khoảng 40 km, nằm ngoài khơi tỉnh Miyagi. Hậu quả trận động đất làm 28 người chết, 1.325 người bị thương.